# لئوپولدو ریموندی
لئوپولدو ریموندی (انگلیسی: Leopoldo Raimondi; ۲ مارس ۱۹۳۸ – ۸ نوامبر ۲۰۲۰) بازیکن فوتبال اهل ایتالیا بود.
از باشگاه‌هایی که در آن بازی کرده‌است می‌توان به باشگاه فوتبال آلساندریا، باشگاه فوتبال آ.اس. رم، باشگاه فوتبال ونتزیا، و باشگاه فوتبال پارما اشاره کرد.